# 馴れ合い
馴れ合い（なれあい）とは、利害を共にする同士が結託して、通常取るべきとされる手続きを踏まず、暗黙の合意の元に意思決定を行うことを指す。

## 概要
馴れ合いは本来は否定的な語ではないが、現在の社会に関係して使われる場合には往々にして否定的な意味を持つ。たとえば対立して緊張関係を持ち、それによって公平で中立な関係が保たれるべき場において、裏側で両者が親しい関係を持ってしまうためにその緊張関係とそれによる利点が失われることを馴れ合いということがある。

## 政治社会における馴れ合い

### 馴れ合い解散
1948年12月23日の衆議院解散には馴れ合い解散の通称がある。この場合も、互いを監視、批判する関係であるべき与党と野党がそのような関係を捨てた事への批判が含まれる。

### 「日本的馴れ合いシステム」
2005年の「構造計算書偽造問題」を論じた仙田満は、事件の遠因として、建築者・設計者と施工者が一体となる談合があり、また検査機構が設計会社に資本提供を受けている日本の現状を挙げ、それらをまとめて「日本的馴れ合いシステム」と呼んで批判している。

## 批判的思考と馴れ合い
教育学や非形式論理学における批判的思考においては、馴れ合いは避けられるべきことのひとつとされる。